# Majhi Feda
Majhi Feda (nep. माझी फेदा) – gaun wikas samiti w środkowej części Nepalu w strefie Bagmati w dystrykcie Kavrepalanchok. Według nepalskiego spisu powszechnego z 2001 roku liczył on 616 gospodarstw domowych i 3294 mieszkańców (1663 kobiet i 1631 mężczyzn).